# Rock Port
Rock Port ist eine City und Verwaltungssitz des Atchison County im Nordwesten des US-amerikanischen Bundesstaates Missouri. Bei der Volkszählung im Jahr 2020 hatte Rock Port 1.278 Einwohner.

## Geografie
Rock Port liegt auf 40°24'44" nördlicher Breite und 95°31'11" westlicher Länge und erstreckt sich über 7,4 km², die ausschließlich aus Landfläche bestehen. Rock Port liegt im äußersten Nordwesten von Missouri wenige Kilometer östlich des Missouri River, der die Grenze zu Nebraska bildet. Die Grenze zu Iowa befindet sich rund 20 km nördlich von Rock Port.
Nachbarorte sind Watson (15,7 km nordöstlich), Tarkio (14,6 km ostnordöstlich), Fairfax (17,1 km südöstlich), Langdon (9,9 km südwestlich) und Brownville am westlichen Ufer des Missouri in Nebraska (14,0 km westlich).
Die nächstgelegenen größeren Städte sind Omaha in Nebraska (122 km nordnordwestlich), Iowas Hauptstadt Des Moines (283 km nordöstlich), Kansas City (185 km südöstlich) und Nebraskas Hauptstadt Lincoln (135 km nordwestlich).

## Verkehr
Am westlichen Stadtrand verläuft in nordwest-südöstlicher Richtung die Interstate 29, die auf diesem Abschnitt die kürzeste Verbindung zwischen Omaha und Kansas City bildet. Als west-östliche Umgehungsstraße führt der U.S. Highway 136 am Nordrand von Rock Port entlang. 13 km westlich der Stadt stellt die Brownville Bridge mit der Überquerung des Missouri die kürzeste Verbindung nach Nebraska dar. Durch das Stadtzentrum führt in Nord-Süd-Richtung die Missouri State Route 11. 